# Dasybasis chubutensis
Dasybasis chubutensis är en tvåvingeart som beskrevs av Coscaron 1962. Dasybasis chubutensis ingår i släktet Dasybasis och familjen bromsar. Inga underarter finns listade i Catalogue of Life.